# Tidningen Filen
Filen är en partipolitiskt och religiöst obunden tidning som ges ut av den ideella organisationen med samma namn. Tidningen vänder sig till frihetsberövade på fängelser, inom psykiatrin och på flyktingförvar. Det mesta av materialet i Filen skrivs av människor som är frihetsberövade, huvudsakligen fångar.
Första numret kom ut i januari 2013. Tidningen  utkommer fyra gånger per år och har en upplaga på 1 000 exemplar. Redaktionen finns i Linköping och ansvarig utgivare sedan starten är Jonas Klinteberg. Tidningen distribueras främst genom prenumerationer av enskilda och institutioner, exempelvis fängelsebibliotek.
I november 2014 kritiserade Filen Kriminalvårdens beslut att dra in kortlekar på flera anstalter. Efter ett inslag i Sveriges Radio, P3 Nyheter, fick denna kritik nationell uppmärksamhet.